# Thysanotus
Thysanotus es un género con 49 especies de plantas con flores perteneciente a la familia antigua Laxmanniaceae. Es originario de Australia y Malasia. 

## Descripción
Son plantas herbáceas perennes, generalmente erectas, raramente trepadoras o postradas, a veces rizomatosas, con raíces fibrosas o tuberosas. Las hojas presentes o ausentes en la antesis, a menudo de extinción anticipada; son anuales, basales y lineales. La inflorescencia es cimosa o paniculada, flores simples o en umbelas; pediceladas . El fruto una cápsula encerrada en perianto persistente; las semillas de color negro, ariladas. 

## Taxonomía
El género fue descrito por  Robert Brown y publicado en Prodromus Florae Novae Hollandiae  282 en el año 1810. La especie tipo es Thysanotus junceus R. Br.  

## Especies
- Thysanotus acerosifolius Brittan
- Thysanotus anceps Lindl Fringe-Lily
- Thysanotus arbuscula Baker
- Thysanotus arenarius Brittan
- Thysanotus asper Lindl. - Hairy Fringe-lily
- Thysanotus banksii R.Br.
- Thysanotus baueri R.Br. - Mallee Fringe-lily.
- Thysanotus bentianus Ewart & Jean White
- Thysanotus brachiatus Brittan
- Thysanotus brachyantherus Brittan
- Thysanotus brevifolius Brittan
- Thysanotus brevipes Endl.
- Thysanotus chinensis Benth.
- Thysanotus chrysantherus F.Muell.
- Thysanotus cymosus Brittan
- Thysanotus dichotomus (Labill.) R.Br. - Branching Fringe-lily
- Thysanotus exiliflorus F.Muell.
- Thysanotus fastigiatus Brittan
- Thysanotus formosus Brittan
- Thysanotus fractiflexus Brittan
- Thysanotus gageoides Diels
- Thysanotus glaucifolius Brittan
- Thysanotus glaucus Endl.
- Thysanotus gracilis R.Br.
- Thysanotus isantherus R.Br.
- Thysanotus juncifolius (Salisb.) J.H.Willis & Court
- Thysanotus lavanduliflorus Brittan
- Thysanotus manglesianus Kunth - Fringed Lily
- Thysanotus multiflorus R.Br.  - Many-flowered Fringe-lily
- Thysanotus nudicaulis Brittan
- Thysanotus parviflorus Brittan
- Thysanotus patersonii R.Br. - Twining Fringe-lily
- Thysanotus pauciflorus R.Br.- Few-lowered Fringe-ily
- Thysanotus pseudojunceus Brittan
- Thysanotus pyramidalis Brittan
- Thysanotus ramulosus Brittan
- Thysanotus rectantherus Brittan
- Thysanotus sabulosus Brittan
- Thysanotus scaber Endl.
- Thysanotus sparteus R.Br.
- Thysanotus speckii Brittan
- Thysanotus spiniger Brittan
- Thysanotus tenuis Lindl.
- Thysanotus teretifolius Brittan
- Thysanotus thyrsoideus Baker
- Thysanotus triandrus (Labill.) R.Br.
- Thysanotus tuberosus R.Br. - Common Fringe-lily
- Thysanotus vernalis Brittan
- Thysanotus virgatus Brittan
- Thysanotus wangariensis Brittan